# Capricornia
Capricornia è l'undicesimo album in studio del gruppo rock australiano Midnight Oil, pubblicato nel 2002.

## Tracce
Australia
1. Golden Age
2. Too Much Sunshine
3. Capricornia
4. Luritja Way
5. Tone Poem
6. A Crocodile Cries
7. Mosquito March
8. Been Away Too Long
9. Under the Overpass
10. World That I See
11. Poets and Slaves

Stati Uniti
1. Golden Age – 3:47
2. Too Much Sunshine – 3:46
3. Capricornia – 3:19
4. Luritja Way – 4:03
5. Tone Poem – 4:54
6. A Crocodile Cries – 1:07
7. Mosquito March – 3:06
8. Been Away Too Long – 3:17
9. Say Your Prayers – 4:28
10. Under the Overpass – 4:07
11. World That I See – 4:11
12. Poets & Slaves – 5:48

Europa
1. Golden Age
2. Too Much Sunshine
3. Capricornia
4. Luritja Way
5. Tone Poem
6. A Crocodile Cries
7. Mosquito March
8. Been Away Too Long
9. Under the Overpass
10. World That I See
11. Poets & Slaves
12. Kiss that Girl
13. Pub with no beer

## Formazione
- Peter Garrett - voce
- Rob Hirst - batteria, voce
- Bones Hillman - basso, voce
- Jim Moginie - chitarra, tastiere, sintetizzatore, voce
- Martin Rotsey - chitarra